# Onimusha
Onimusha (鬼武者, Guerreiro Oni) é uma série de jogos eletrônicos desenvolvida e publicada pela Capcom. Faz uso de figuras históricas que moldaram a história do Japão, recontando suas histórias com elementos sobrenaturais. A maioria dos jogos é do gênero ação-aventura, uma combinação de combate hack and slash em terceira pessoa e elementos de quebra-cabeça. O jogador protagonista exerce o poder do Oni, permitindo-lhe lutar contra o Genma, o principal inimigo da série. Até junho de 2024, a série vendeu um total de 8,7 milhões de cópias em todo o mundo, tornando-se a nona franquia mais vendida da Capcom, atrás de Resident Evil, Monster Hunter, Street Fighter, Mega Man, Devil May Cry, Dead Rising, Ace Attorney e Marvel vs. Capcom.
Uma remasterização em alta definição do primeiro jogo, Onimusha: Warlords, foi lançada em dezembro de 2018 para Nintendo Switch, PlayStation 4 e Xbox One. Uma versão para Windows foi lançada em janeiro de 2019. Uma remasterização do segundo jogo, Onimusha 2: Samurai's Destiny, foi lançada em todas as quatro plataformas em maio de 2025.

## Jogos
| 2001 | Onimusha: Warlords                       |
| 2002 | Onimusha 2: Samurai's Destiny            |
| 2003 | Onimusha Tactics Onimusha Blade Warriors |
| 2004 | Onimusha 3: Demon Siege                  |
| 2005 | Shin Onimusha: Curtain of Darkness       |
| 2006 | Onimusha: Dawn of Dreams                 |
| 2007 |                                          |
| 2008 |                                          |
| 2009 |                                          |
| 2010 |                                          |
| 2011 |                                          |
| 2012 | Onimusha Soul                            |
| 2013 |                                          |
| 2014 |                                          |
| 2015 |                                          |
| 2016 |                                          |
| 2017 |                                          |
| 2018 | Onimusha: Warlords (remaster)            |
| 2019 |                                          |
| 2020 |                                          |
| 2021 |                                          |
| 2022 |                                          |
| 2023 |                                          |
| 2024 | Onimusha VR: Shadow Team                 |
| 2025 | Onimusha 2: Samurai's Destiny (remaster) |
| 2026 | Onimusha: Way of the Sword               |

A série teve origem em 1997, com a ideia de Yoshiki Okamoto de criar Sengoku Biohazard, uma versão ninja do Resident Evil de 1996 da Capcom (conhecido como Biohazard no Japão), ambientado no período Sengoku e apresentando uma "casa ninja" cheia de armadilhas, semelhantes à mansão de Resident Evil, onde as batalhas são travadas com espadas e shuriken. O projeto foi originalmente planejado para o 64DD do Nintendo 64.
Onimusha: Warlords foi originalmente desenvolvido para o PlayStation original, mas o projeto acabou sendo transferido para o PlayStation 2. A versão original incompleta de Onimusha para PlayStation foi descartada e nunca foi lançada.
O personagem central da série, Samanosuke Akechi, é modelado através do ator Takeshi Kaneshiro, que também dublou o personagem. Pessoas foram usadas como modelos para outros personagens da série, incluindo Yūsaku Matsuda em Onimusha 2: Samurai's Destiny e Jean Reno em Onimusha 3: Demon Siege. Os movimentos dos personagens ao longo da série foram criados usando captura de movimento.
A série foi inicialmente planejada para ser apenas uma trilogia, mas uma quarta sequência, Onimusha: Dawn of Dreams foi lançada em 2006. Keiji Inafune disse que Onimusha 3: Demon Siege é o fim do enredo de Nobunaga, e Onimusha: Dawn of Dreams é um novo enredo.
Shin Onimusha: Curtain Of Darkness, um jogo para celular, foi lançado no Japão em 2005. Onimusha Soul, um jogo baseado em navegador de internet, foi lançado em 28 de junho de 2012. O jogo também foi lançado para celulares em julho de 2013 e para a PlayStation Network do PlayStation 3 em 25 de fevereiro de 2014. A versão mobile foi encerrada em 13 de maio de 2015.
Onimusha VR: Shadow Team, o primeiro jogo de VR da série Onimusha, foi exibido na Amusement Expo 2024.
Onimusha: Way of the Sword foi anunciado no evento The Game Awards 2024 em dezembro, com lançamento previsto para 2026.

## Jogabilidade
Embora o protagonista mude em cada título de Onimusha, ele é sempre um espadachim habilidoso que embarca em uma missão definida que envolve matar demônios e inimigos temíveis durante os últimos anos do período Sengoku do Japão feudal. Em cada jogo, o protagonista tem a capacidade de absorver almas Genma de inimigos derrotados, o que ajuda a restaurar a saúde, infundir poder em armas e armaduras e fornecer poder para ataques elementais de armas especiais.
O jogador controla seu personagem usando o D-pad (embora jogos posteriores como Onimusha 3: Demon Siege e Onimusha: Dawn of Dreams tenham introduzido o controle analógico) e viaja em um método bastante linear, capaz de girar lentamente com a entrada de direção contrária. Os personagens tendem a se mover lentamente e só podem aumentar ligeiramente sua velocidade com a manobra de dash, tocando duas vezes em qualquer direção. Ações comuns a muitos jogos orientados para a ação, como saltar, agarrar e escalar obstáculos, não podem ser realizadas em jogos Onimusha.
Onimusha é um jogo de ação com ênfase em combate e emprega alguns elementos de terror. O jogador tem um arsenal de armas que vai de katanas a espadas largas baseadas em elementos. O jogador possui um suprimento limitado de energia espiritual que pode ser usada para ataques mágicos. Esses ataques mágicos, que variam dependendo da arma equipada e de outros atributos ofensivos, podem ser melhorados ao longo do jogo pelo acúmulo de almas de inimigos derrotados.

## Trama
Baseado principalmente no período Sengoku do Japão, Onimusha: Warlords começa com o senhor feudal Nobunaga Oda sendo morto durante uma batalha. Um dos guerreiros proeminentes, Hidemitsu Samanosuke Akechi, recebe uma carta de sua prima, a princesa Yuki, que está preocupada com o desaparecimento de servos de seu castelo. Samanosuke se junta à kunoichi Kaede para resgatar Yuki e descobrir que criaturas demoníacas conhecidas como Genma são as culpadas. Para derrotar Genma, o clã Oni concede poderes a Samanosuke de sua espécie. Ao longo de suas lutas, Samanosuke descobre que os Genma ressuscitaram Nobunaga para servir às suas necessidades, enquanto pretendiam sacrificar Yuki e um órfão chamado Yumemaru para conceder-lhe mais poderes. Samanosuke consegue salvar Yuki e Yumemaru e mata o Senhor Genma, o Deus da Luz, Fortinbras. O grupo de Samanosuke então segue caminhos diferentes.
A sequência, Onimusha 2: Samurai's Destiny, mostra Nobunaga usando o Genma em suas forças para unificar o Japão, destruindo a aldeia Yagyu, cujo clã são exterminadores de Genma. O único sobrevivente do clã, Jubei Yagyu, parte em uma missão para vingar seu clã enquanto descobre que herdou os poderes Oni de sua mãe, ao usá-los junto com os cinco orbes do Oni para lutar contra os soldados de Nobunaga. Ao longo de sua jornada, Jubei conhece vários aliados que também buscam a vida de Nobunaga. Jubei consegue se infiltrar no castelo de Gifu e enfrenta Nobunaga sozinho. Embora Jubei mate Nobunaga, a alma do senhor da guerra escapa e mais tarde se reconstitui. O spin-off Onimusha: Blade Warriors conta com o elenco de Warlords e Samurai’s Destiny em uma nova batalha contra as forças de Nobunaga.
O terceiro jogo, Onimusha 3: Demon Siege, mostra o clã de Samanosuke atacando as forças Oda novamente. Antes de enfrentar Nobunaga, Samanosuke é transportado para a Paris Moderna como resultado de um experimento feito pelo cientista Genma, Guildernstern para permitir que seus parentes conquistem mais terras. Enquanto isso, o agente de serviço Jacques Blanc é vítima de Guildernstern enquanto é transportado para o período Sengoku do Japão. Lá, Jacques recebe poderes oni de um oni que lhe diz para unir forças com Samanosuke desta linha do tempo e derrotar Nobunaga se ele desejar voltar para casa. Enquanto Jacques ajuda Samanosuke no passado, no futuro Samanosuke é ajudado pela família de Jacques a investigar o Genma. No final, os dois guerreiros oni conseguem impedir a invasão e retornar aos seus respectivos tempos. Samanosuke consegue matar Nobunaga e selar sua alma dentro da Manopla Oni para evitar outra ressurreição.
O quarto jogo, Onimusha: Dawn of Dreams, teve o servo de Nobunaga, Hideyoshi Toyotomi, unificando o Japão com o Genma, a quem ele apoiou em suas ações. Seu filho ilegítimo, Hideyasu “Soki” Yuki, parte em uma missão para derrotar Hideyoshi e deter o Genma. Ele é auxiliado por vários quatro guerreiros, incluindo um velho Samanosuke que o reconhece como o Oni Negro, o Deus das Trevas. Depois de dominar seus poderes oni, Soki se junta a seus amigos para derrotar o exército de Hideyoshi. Na sequência, é revelado que Hideyoshi era um fantoche do Triunvirato Genma que deseja ressuscitar Fortinbras com todo o seu poder como o Deus da Luz dos Genmas. Embora o Triunvirato Genma e Hideyoshi sejam derrotados, Fortinbras ressuscita, com Soki usando a Manopla Oni para destruir o Genma e restaurar a paz do país ao custo de sua vida. Logo depois, Samanosuke embarca em uma missão para selar a Manopla Oni para evitar que Nobunaga seja libertado.

## Personagens
Samanosuke Akechi (明智 左馬之介 秀満, Akechi Samanosuke Hidemitsu), mais tarde também conhecido pelo apelido de Tenkai Nankōbō durante sua aparição em Onimusha: Dawn of Dreams, é o principal protagonista da primeira e terceira sequência da série Onimusha: Onimusha: Warlords para PlayStation 2, Xbox e Windows, e Onimusha 3: Demon Siege para PlayStation 2 e Windows. Ele também aparece como personagem coadjuvante no quarto jogo Onimusha: Dawn of Dreams, e como um dos combatentes em Onimusha: Blade Warriors, ambos para PlayStation 2. Ele é vagamente baseado na figura histórica, Hidemitsu Akechi. Seu modelo de rosto é baseado e dublado por Takeshi Kaneshiro. Samanosuke é o único personagem que aparece em todos os quatro jogos principais de Onimusha. Ele aparece em Onimusha 2 em uma cutscene de flashback.
Jūbei Yagyū (柳生 十兵衞 三厳, Yagyū Jūbē Mitsuyoshi) é o herói principal de Onimusha 2: Samurai's Destiny. Como o primeiro líder do clã Yagyū visto na série e criador do combate de espadas no estilo Shin-in, ele nasceu como Sougen, mas mais tarde recebeu o nome de Jūbei quando criança, uma tradição que continuaria com sua neta. Seu pai é o falecido chefe do clã Yagyū, que foi seduzido e teve um filho com uma mulher que desapareceu pouco depois. Jūbei nunca conheceu sua mãe, mas a conheceu durante os eventos de Samurai's Destiny. Seu personagem no jogo é modelado no falecido ator japonês Matsuda Yusaku.
Hideyasu "Sōki" Yūki (結城 蒼鬼 秀康, Yūki Hideyasu) é o protagonista principal de Onimusha: Dawn of Dreams. Ele era filho biológico de Ieyasu Tokugawa e um guerreiro que possui o poder sombrio dos Oni. Ele tem muitos nomes além de Sōki e Hideyasu Yuki; Demônio Azul e Oni das Cinzas. Empunhando a Lamentação, sua espada larga premiada, ele ficou ciente do esquema insidioso de Hideyoshi, ele então parte em uma jornada para queimar as árvores Genma e derrotar o Genma que anda devastando a Terra. Ele é o primeiro personagem principal de Onimusha a não ter um modelo de um ator. Ele também é o único personagem principal a ser morto, morrendo no final de Dawn of Dreams após se sacrificar para destruir a Estrela Oni. Soki apareceu como personagem jogável em Tatsunoko vs. Capcom: Ultimate All-Stars.
Jacques Blanc (ジャック・ブラン, Jakku Buran) é um dos dois protagonistas principais (o outro é Samanosuke Akechi) em Onimusha 3: Demon Siege. Ele é o primeiro ocidental a exercer o poder Oni, originário da França. Ele é modelado no ator francês Jean Reno.
Nobunaga Oda (織田信長, Oda Nobunaga) é o principal antagonista nos três primeiros jogos Onimusha, em particular Onimusha 2: Samurai's Destiny e Onimusha 3: Demon Siege, onde ele é o chefe final desses dois jogos. Na história do mundo real, Nobunaga é visto culturalmente como um herói e um vilão, respectivamente, por tentar unir sua nação durante o Período Sengoku e pelos esforços terríveis que ele tomou para alcançar seu objetivo. Nesta linha do tempo ele forma uma aliança com os demônios pelo poder e pela conquista do Japão. Apesar de ter sido morto no início de Onimusha: Warlords, ele retorna como um demônio. Ele luta contra Jubei no final de Samurai's Destiny, mas devido a Jubei não ter uma Manopla Oni para selar sua alma, sua morte foi apenas temporária. Ele retorna em Demon Siege após ser revivido pelos demônios novamente. Ele finalmente é morto por Samanosuke e selado em sua Manopla Oni.
Fortinbras (フォーティンブラス, Fōtinburasu), também conhecido como o "Deus da Luz", era o rei e o mais poderoso de todos os Genma. Ele aparece como o chefe final em Onimusha: Warlords e Onimusha: Dawn of Dreams. Em Dawn of Dreams ele revela ter duas formas, uma forma humana e uma forma de serpente. Ele finalmente é morto por Sōki depois que Sōki se sacrifica para deter a Estrela Oni.
Hideyoshi Toyotomi (豊臣 秀吉, Toyotomi Hideyoshi) é um antagonista que apareceu em todos os jogos principais da série Onimusha. Historicamente, Hideyoshi é um samurai- camponês mais famoso do Japão, pois passou de vassalo de Nobunaga Oda a homem que uniu o Japão com seu curto reinado como regente. Ele é o principal antagonista de Onimusha: Dawn of Dreams.

## Recepção
| Jogo                          | Ano  | Metacritic         |
| ----------------------------- | ---- | ------------------ |
| Onimusha: Warlords            | 2001 | (PS2) 86 (Xbox) 83 |
| Onimusha 2: Samurai's Destiny | 2002 | (PS2) 84           |
| Onimusha 3: Demon Siege       | 2004 | (PS2) 85 (PC) 69   |
| Onimusha: Dawn of Dreams      | 2006 | (PS2) 81           |

A série Onimusha recebeu críticas positivas com a maioria dos jogos principais do PlayStation 2, recebendo pontuações médias de mais de 80%. Como comparação, a maioria dos spin-offs da série não teve tanto sucesso. Os títulos influenciaram outros jogos da empresa, incluindo Devil May Cry, Shadow of Rome e Resident Evil 4. O jogo de samurai Genji: Dawn of the Samurai foi citado por Inafune como um "clone de Onimusha", embora seu designer Yoshiki Okamoto tenha negado tal afirmação.
A série tem sido frequentemente comparada com a série Resident Evil e elogiada por seu foco na ação. No entanto, os dois primeiros jogos foram criticados por forçar o jogador a usar o D-pad em vez do analógico esquerdo para fazer o personagem jogável se mover.Este problema foi resolvido com a terceira versão que gerou uma boa resposta. Outro assunto de crítica é a duração de cada jogo, com opiniões às vezes divergentes devido ao valor de repetição que oferecem. Yoshinori Ono reconheceu a curta duração do terceiro jogo e assim fez Dawn of Dreams se tornar o título mais longo da série.
O jogo original foi um grande sucesso no PS2, tornando-se o primeiro jogo do console a vender mais de um milhão de cópias. Embora Onimusha 2 também tenha sido um título mais vendido, a Capcom percebeu como ele se saiu mal nas regiões europeias. O terceiro e quarto títulos receberam vendas menos favoráveis, com Keiji Inafune abordando as preocupações das pessoas sobre como o jogo anterior não parecia uma história de samurai, enquanto vários jornalistas de jogos notaram que o último foi ofuscado pelos consoles da próxima geração. Até hoje, a série vendeu 8,6 milhões de cópias.

## Adaptações

### Filme cancelado
Em maio de 2003, Paramount Pictures, Davis Films e Gaga Productions anunciaram sua joint venture para adaptar a série de jogos Onimusha em uma live-action em longa-metragem de US$ 50 milhões. De acordo com Samuel Hadida da Paramount e Davis Films: "É um samurai lutando contra demônios - está muito próximo desse tom simples. Há também uma história de amor entrelaçada em um grande filme de aventura com muitos efeitos especiais".  Ele também propôs a possibilidade de uma franquia de filmes.
Em dezembro de 2006, o diretor Christophe Gans disse que tinha Onimusha preparado para filmar. O filme, orçado em mais de US$ 70 milhões, deveria começar a ser produzido na China em fevereiro de 2008 para lançamento em dezembro de 2009. Havia rumores de que Takeshi Kaneshiro estaria no filme, reprisando seu papel como Samanosuke. Hadida teve que adiar as filmagens de Onimusha, o que fez com que o elenco japonês do filme trabalhasse em outros projetos cinematográficos durante o atraso e ficasse indisponível para começar a filmar Onimusha. Esses fatores significaram que Gans dirigiria primeiro uma adaptação do romance de Leo Perutz, The Swedish Cavalier. Satomi Ishihara e Tsuyoshi Ihara permaneceram ligados ao projeto. Não houve mais notícias sobre este filme desde 2007, e quaisquer planos para um filme live-action foram cancelados silenciosamente.

### Série de Anime
Uma adaptação de anime em série foi lançada em 2 de novembro de 2023 na Netflix. Foi produzida pela Sublimation e dirigida por Shin'ya Sugai, com Takashi Miike como diretor-chefe. O personagem principal, Musashi Miyamoto, é modelo em Toshiro Mifune e dublado por Akio Otsuka, que anteriormente interpretou Nobunaga Oda nos videogames.